# Brachyphisis viettei
Brachyphisis viettei is een rechtvleugelig insect uit de familie sabelsprinkhanen (Tettigoniidae). De wetenschappelijke naam van deze soort is voor het eerst geldig gepubliceerd in 1957 door Lucien Chopard.